# Olivier Beretta
Olivier Beretta (Monte Carlo, 23 november 1969) is een Monegaskisch autocoureur. Hij maakte zijn Formule 1-debuut in 1994 bij Larrousse en nam deel aan 10 Grands Prix. Hij scoorde geen punten.
Na zijn Formule 1-carrière testte hij in 2003 en 2004 nog bij Williams. Verder reed hij ook in de 24 uren van Le Mans en won verschillende malen in de klasse waaraan hij deelnam.
Hij won in 1999, 2000, 2005 en 2006 de American Le Mans Series in de GT1 klasse met een Dodge Viper en Corvette